# 매일 주님과 함께
정정섭의 매일 주님과 함께는 대한민국의 방송국 기독교광주방송의 라디오 채널 광주CBS 음악FM에서 매일 밤 자정부터 새벽 2시까지 방송했던 찬양 음악전문 라디오 프로그램이다. 2021년 12월 31일이 마지막 방송이므로 2년 만에 폐지되었다.

## 개요
2019년 1월 9일 광주CBS 음악FM 개국과 함께 《매일 주와 함께》로 방송을 시작해, 2019년 7월 23일 "매일 주님과 함께"로 제목을 변경했다. 2022년 1월 1일부터 후속 프로그램인 <황규팔의 은혜로 채우는 밤>이 방송된다.

## 역대 방송시간
| 방송 채널      | 방송 기간                          | 방송 시간                  | 방송 분량 |
| -------------- | ---------------------------------- | -------------------------- | --------- |
| 광주CBS 음악FM | 2019년 1월 9일 ~ 2019년 7월 21일   | 매일 오전 11:00 ~ 낮 12:00 | 1시간     |
| 광주CBS 음악FM | 2019년 7월 23일 ~ 2021년 12월 31일 | 매일 자정 ~ 새벽 2:00      | 2시간     |

## DJ
- 정정섭 아나운서

## 같이 보기
- 광주CBS 음악FM
- 기독교광주방송
- 시작하는 밤 박준입니다

| 광주CBS 음악FM            |                           |                        |
| 이전                      | 정정섭의 매일 주님과 함께 | 다음                   |
| 허윤희의 꿈과 음악 사이에 | 정정섭의 매일 주님과 함께 | 박권능의 꿈꾸는 가스펠 |
| 밤 10시 ~ 자정            | 밤 자정 ~ 새벽 2시        | 새벽 2시 ~ 새벽 4시    |
|                           |                           |                        |